# Rotsspringers (insecten)
Rotsspringers, ook wel steenspringers (Microcoryphia; de vroeger gebruikelijke naam was Archaeognatha) zijn een orde van insecten.
Rotsspringers zijn een groep van primitieve, vleugelloze insecten die een nachtactieve en meestal bodembewonende levenswijze hebben. Ze lijken op de bekendere franjestaarten waaraan ze ook verwant zijn. Ze komen wereldwijd voor, er zijn in totaal zo'n 500 soorten, waarvan er vijf voorkomen in België en Nederland.
De soorten hebben een langwerpig lichaam met een meestal bruine tot grijze kleur en opvallend lange antennes en achterlijfsaanhangsels. De ogen raken elkaar waaraan ze te herkennen zijn.

## Naam en indeling

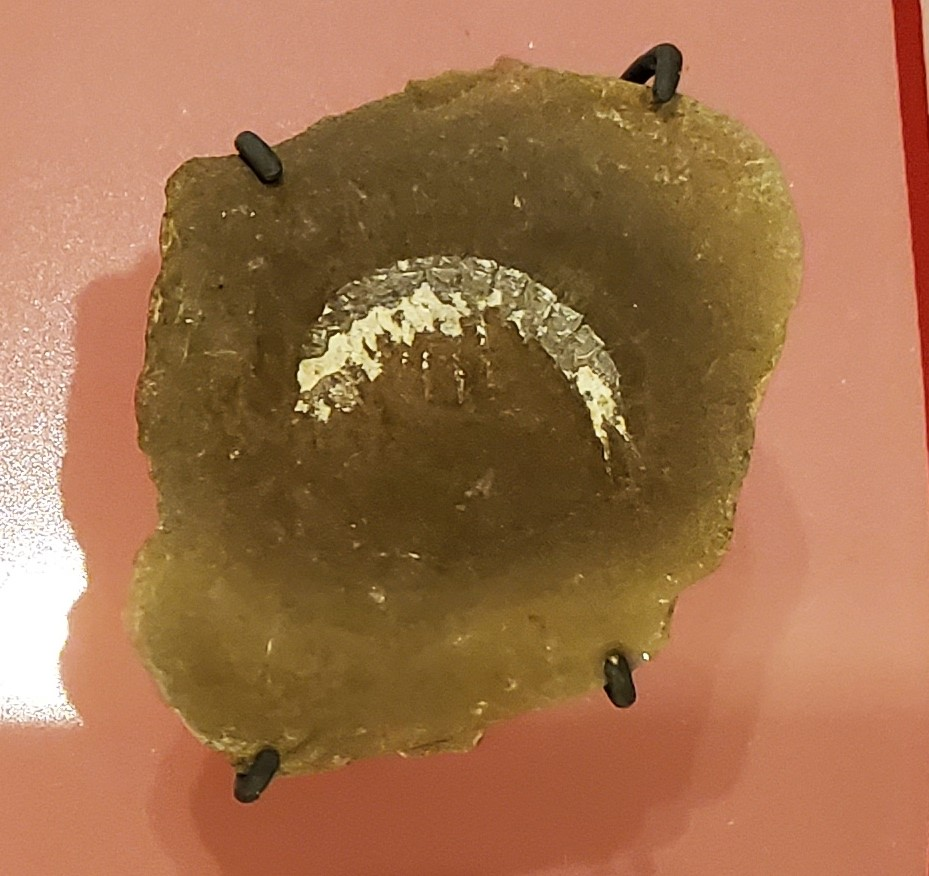
Dasyleptus, een fossiel uit de Carbondaleformatie in Illinois (VS) leefde in het Pennsylvanien.

De wetenschappelijke naam Microcoryphia voor deze groep werd voor het eerst voorgesteld door de Duitse natuuronderzoeker Karl Wilhelm Verhoeff in 1904. Lange tijd werd de naam Archaeognatha gebruikt voor deze groep, die eveneens beschreven werd in 1904, maar dan door Carl Julius Bernhard Börner. Verhoeff publiceerde de naam Microcoryphia echter op 22 april 1904 als een orde van insecten. Börner publiceerde de naam Archaeognatha pas elf dagen later op 3 mei als een onderorde. Volgens de regels van de International Code of Zoological Nomenclature (ICZN) wordt de eerste (oudste) naam altijd als geldig beschouwd en gaat Microcoryphia dus voor. In veel Amerikaanse landen wordt echter nog wel vastgehouden aan de wetenschappelijke naam Archaeognatha, die in feite elf dagen jonger is. De naam Microcoryphia wordt daarnaast door Nederlandse specialisten als geaccepteerd beschouwd.
De wetenschappelijke naam Microcoryphia betekent vrij vertaald 'klein-koppigen'; micro = klein en coryphia is afgeleid van het Griekse κορύφιον, dat bovenzijde of kop betekent. De veel gebruikte alternatieve naam Archaeognatha betekent vrij vertaald 'primitief-kakigen'; arkhaios is Oudgrieks voor 'oud' of 'primitief' en gnata is afgeleid van het eveneens Griekse gnathos, dat 'kaak' betekent.
De Nederlandstalige naam rotsspringers verwijst naar het vermogen om te springen en de leefomgeving die vaak uit stenige omgevingen bestaat. Ook de Duitse benaming felsenspringer verwijst hiernaar. In de Engelse taal worden de insecten aangeduid met 'springende borstelstaarten' (jumping bristletails) en in het Spaans worden de dieren aangeduid met 'kopervissen' (pececillos de cobre).
De zilvervisjes en de rotsspringers werden in het verleden wel tot de franjestaarten (Thysanura) gerekend, maar omdat deze groep parafyletisch bleek te zijn wordt deze niet langer erkend. Er zijn iets meer dan 500 moderne soorten bekend, die worden verdeeld in twee families.
De groep wordt verdeeld in de volgende families, met de auteur en het aantal soorten en geslachten.
| Naam           | Auteur         | Soorten | Geslachten | Verspreidingsgebied              |
| -------------- | -------------- | ------- | ---------- | -------------------------------- |
| † Dasyleptidae | Sharov, 1957   | 11      | 2          | Europa, Noord-Amerika            |
| Machilidae     | Grassi, 1888   | 325     | 46         | Voornamelijk noordelijk halfrond |
| Meinertellidae | Verhoeff, 1910 | 170     | 19         | Voornamelijk zuidelijk halfrond  |

## Evolutie
Rotsspringers zijn een groep van zeer primitieve insecten die al voorkwamen in het Devoon, ongeveer 400 miljoen jaar geleden. Het zijn een van de oudst bestaande groepen van ongevleugelde insecten, samen met de franjestaarten waaraan ze sterk verwant zijn. Beide groepen zijn weer verwant aan de springstaarten (Collembola) die bij het grote publiek wat bekender zijn.
De soorten uit de familie Dasyleptidae zijn allemaal uitgestorven en leefden ongeveer 310 tot 235 miljoen jaar geleden. Zij worden wel tot een aparte onderorde Monura gerekend. Acht soorten worden tot het geslacht Dasyleptus gerekend, dat in 1885 door Brongniart werd beschreven. De fossielen zijn vaak afdrukken of delen van het lichaam van dieren die leefden van het Carboon tot het Trias.
Drie uitgestorven soorten zijn toegewezen aan het geslacht Tonganoxichnus, dit geslacht werd in 1997 beschreven. Deze fossielen uit het Laat-Carboon bestaan vrijwel volledig uit afdrukken in de ondergrond en niet uit resten van de dieren zelf.

## Uiterlijke kenmerken

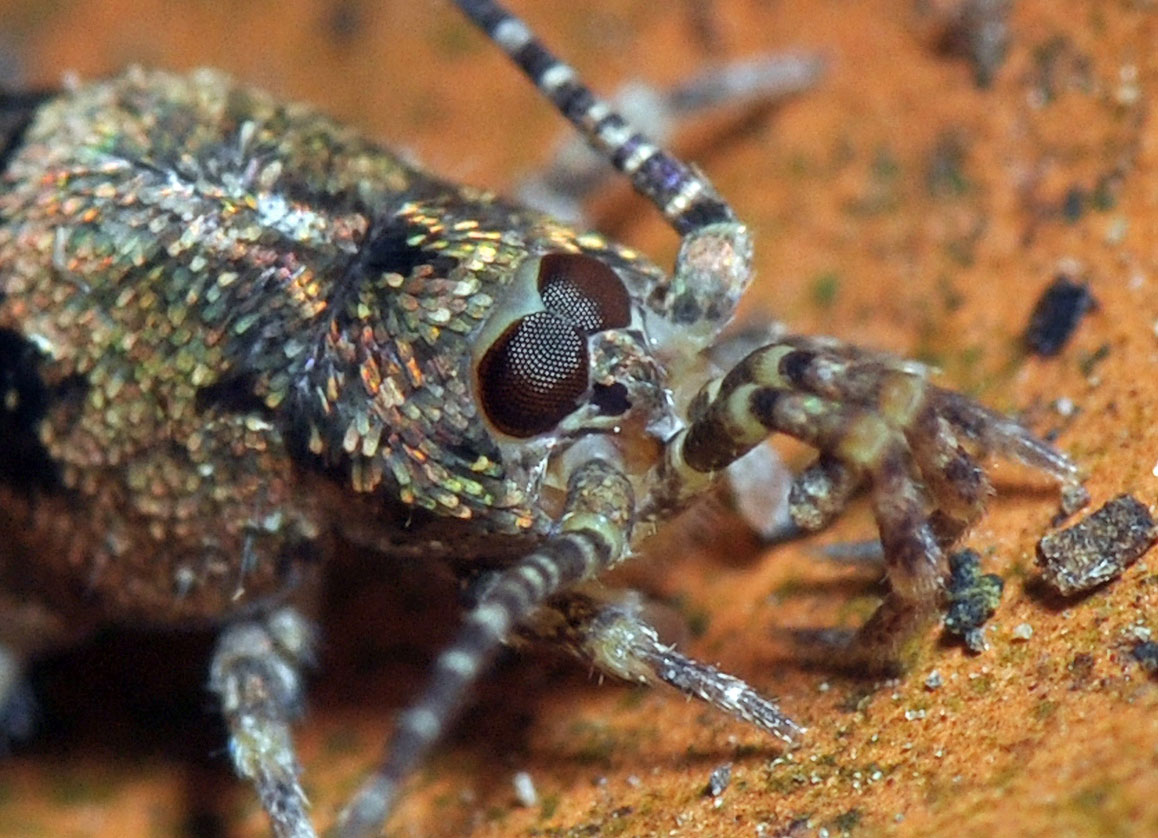
Kop van de soort Trigoniophthalmus alternatus met duidelijk zichtbare palpen.

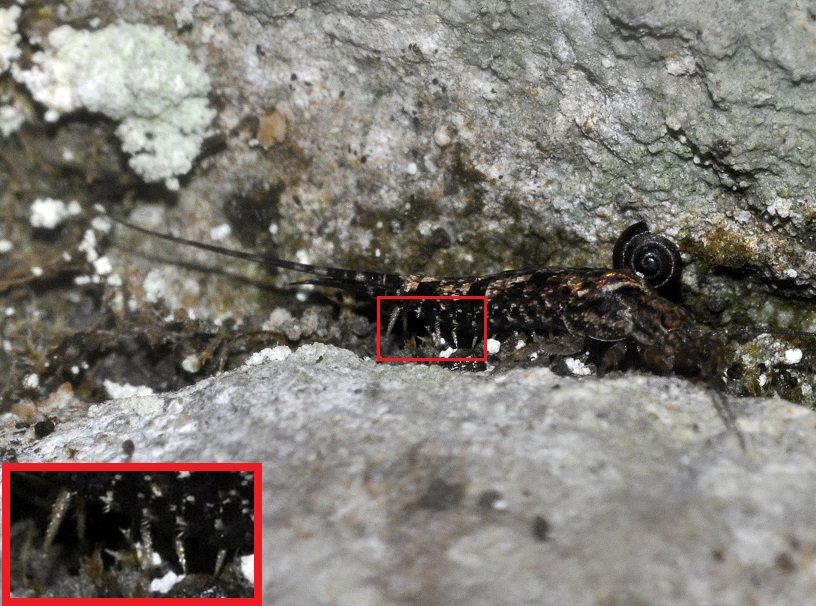
De styli van de soort Lepismachilis-y-signata zijn hier uitvergroot.

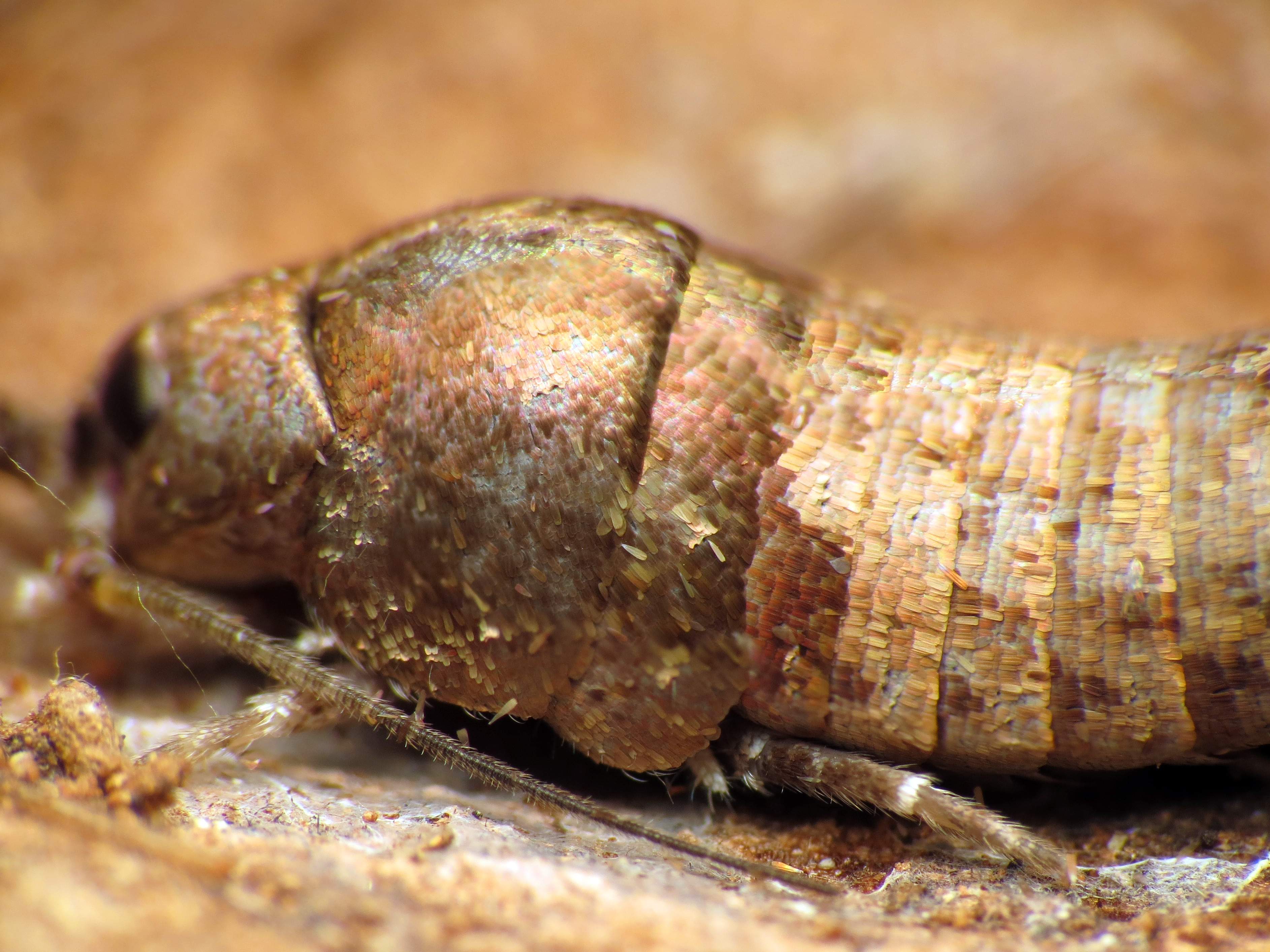
Het borststuk is sterk gebocheld en het gehele lichaam is voorzien van schubben.

Rotsspringers hebben een uniforme lichaamsbouw; het lichaam heeft een langwerpige en cilindrische vorm, en is rond in doorsnede. Rotsspringers bereiken een lichaamslengte -exclusief de lichaamsuitsteeksels- van ongeveer zes tot 25 millimeter. Het gehele lichaam is bedekt met schubben die verschillende kleuren hebben zodat een vlektekening ontstaat. De schubben dienen waarschijnlijk om slijtage van het lichaam als gevolg van het springen te verminderen. De schubben spelen een rol bij de afweer, als een dier wordt vastgegrepen laten de schubben los en gaat de rotsspringer er vandoor.
Rotsspringers vervellen regelmatig en na iedere vervelling hebben de schubben enige tijd een lichtere kleur. Bij veel soorten dragen ook de antennes schubben. Een dergelijke verdedigingsstrategie komt ook voor bij sommige hagedissen zoals de gekko Geckolepis megalepis.

### Kop
De kop is relatief klein en versmolten met het borststuk (thorax) zodat het één geheel lijkt te vormen. De kop draagt aan de bovenzijde twee lange voelsprieten of antennes die een lengte hebben van ongeveer de helft van de lichaamslengte tot drie keer de lichaamslengte. De antennes zijn dun en bestaan uit tientallen segmenten, ze zijn draadvormig (filiform) en zijn zeer beweeglijk.
Aan de voorzijde van de kop zijn twee relatief grote facetogen gelegen. De ogen van rotsspringers zijn altijd tegen elkaar aan gelegen, wat een belangrijk verschil is met de sterk gelijkende zilvervisjes. Alle soorten bezitten tevens ocelli. De ocelli zijn secundaire ogen die bestaan uit een enkele lens, in tegenstelling tot de facetogen die uit vele kleine lensjes zijn opgebouwd. De ocelli van rotsspringers wijken af van die van veel andere insecten. De meeste insecten bezitten ocelli die boven de facetogen zijn gepositioneerd maar bij de rotsspringers zijn de ocelli onder de ogen gelegen, of soms ernaast.
De ocelli kunnen ook een afwijkende vorm hebben, zoals langwerpig of schoenzool-achtig. Van de soort Machilis hrabei is bekend dat de ocelli een tapetum lucidum bevatten dat licht reflecteert waardoor de ogen oplichten in het donker als ze met licht worden beschenen. Dit wordt veroorzaakt door de aanwezigheid van microkristallen die bestaan uit xanthine.
De mandibels of kaakdelen zijn slechts op één punt gehecht aan de rest van de kop, wat monocondylisch wordt genoemd, er is slechts een enkele condylus. Alle andere insecten hebben kaakdelen die op twee punten aan de kop zijn gehecht (dicondylisch). Een monocondylische configuratie biedt voordelen als de kaken gebruikt worden om het voedsel van de ondergrond af te schrapen.
De kaken zijn tevens exognaath wat betekent dat ze buiten het kopkapsel (ook wel epicranium genoemd) zijn gelegen. De kaken van de meeste insecten ontspruiten daarentegen binnen het kopkapsel (endognaat). De mondtasters of maxillaire palpen zijn relatief zeer lang en dik in vergelijking met die van andere insecten, ze zijn gesegmenteerd en bestaan uit twee leden. Ze zijn zo groot dat ze lijken op een vierde potenpaar. De palpen zijn aanzienlijk kleiner en zijn gelegen aan de onderkaak.

### Borststuk
Het borststuk bestaat uit drie delen waarvan het tweede en derde deel duidelijk zijn verdikt zodat de insecten een enigszins gebocheld uiterlijk hebben. De verdikking wordt veroorzaakt door de vergrote borststukspieren die gebruikt worden om te springen. Ieder borststuksegment draagt een paar poten. Het uiteinde van iedere poot bestaat uit een 'voet' die wel tarsus wordt genoemd en is opgebouwd uit drie tarsusleden. Alle soorten zijn ongevleugeld.
Het halsschild of pronotum is groot en koepelvormig. Het oppervlak is voorzien van schubben maar is verder glad en bevat geen naden of andere structuren. Onder het tweede en het derde borststuksegment is een pootachtige maar ongesegmenteerde structuur aanwezig en beide zijden, de stylus (meervoud styli).

### Achterlijf
Aan de achterzijde van het lichaam zijn drie 'staart'draden aanwezig, twee langwerpige en gesegmenteerde cerci en een proct in het midden; de epiproct. De epiproct is duidelijk het langst en is vaak langer dan de lichaamslengte, alle achterlijfsaanhangsels dienen als tastorganen. Aan de onderzijde van de achterlijfssegmenten twee tot en met negen is aan de onderzijde een gepaarde stylus aanwezig waarop het achterlijf rust als het insect zich niet beweegt. Aan de onderzijde van de achterlijfssegmenten één tot en met zeven zijn blaasjes aanwezig die kunne opzwellen en dienen om water op te nemen uit de omgeving en een belangrijke rol spelen in de waterhuishouding van de dieren.
De onderzijde van het achterlijf wordt beschermd door de zogenaamde sternieten of buikplaten. Bij vrijwel alle insecten bestaan deze uit een enkele plaat maar bij de rotsspringers bestaat iedere buikplaat uit drie afzonderlijke delen, de sclerieten genaamd. De vrouwtjes dragen aan het uiteinde van het lichaam een ovipositor of legboor. Hiermee worden de eieren afgezet in het substraat.

### Onderscheid met andere soorten
Rotsspringers zijn alleen te verwarren met zilvervisjes waaraan ze ook sterk verwant zijn. Zilvervisjes zijn echter te onderscheiden aan het afgeplatte lichaam, de ogen die relatief ver uit elkaar staan en elkaar nooit raken en het ontbreken van duidelijk vergrote monddelen.

## Levenswijze
Vrijwel alle soorten zijn bodembewoners die niet klimmen. In tropische gebieden komen echter wel enkele soorten voor die in boomkruinen leven en hier van tak naar tak springen. Dergelijke soorten zijn goed onderzocht omdat ze mogelijk een ontbrekende schakel vormen in hoe de gevleugelde insecten zijn ontstaan uit springende oervormen.
Er zijn geen soorten bekend die in het water leven of zich hierin ontwikkelen. Rotsspringers zijn uitgesproken nachtdieren die zich overdag schuilhouden. De relatief grote ogen en lange antennes an achterlijfsaanhangsels zijn een aanpassing op de nachtelijke levenswijze. De meeste soorten leven voornamelijk onder houtblokken, scheuren in de bodem en met name onder en tussen stenen zoals rots- of basaltblokken. Een dergelijke levenswijze wordt wel petrofiel genoemd. Een groot aantal soorten leeft in grotten, dit wordt troglofiel genoemd. Rotsspringers worden hierdoor zelden gezien, tenzij men er actief naar zoekt.
Rotsspringers zijn in staat om relatief ver te springen. Hierbij wordt het borststuk gekromd en worden de spieren aan de buikzijde gespannen waarna het lichaam van de ondergrond wordt gelanceerd. De insecten kunnen bij een sprong een afstand van dertig centimeter afleggen.

### Voortplanting en ontwikkeling

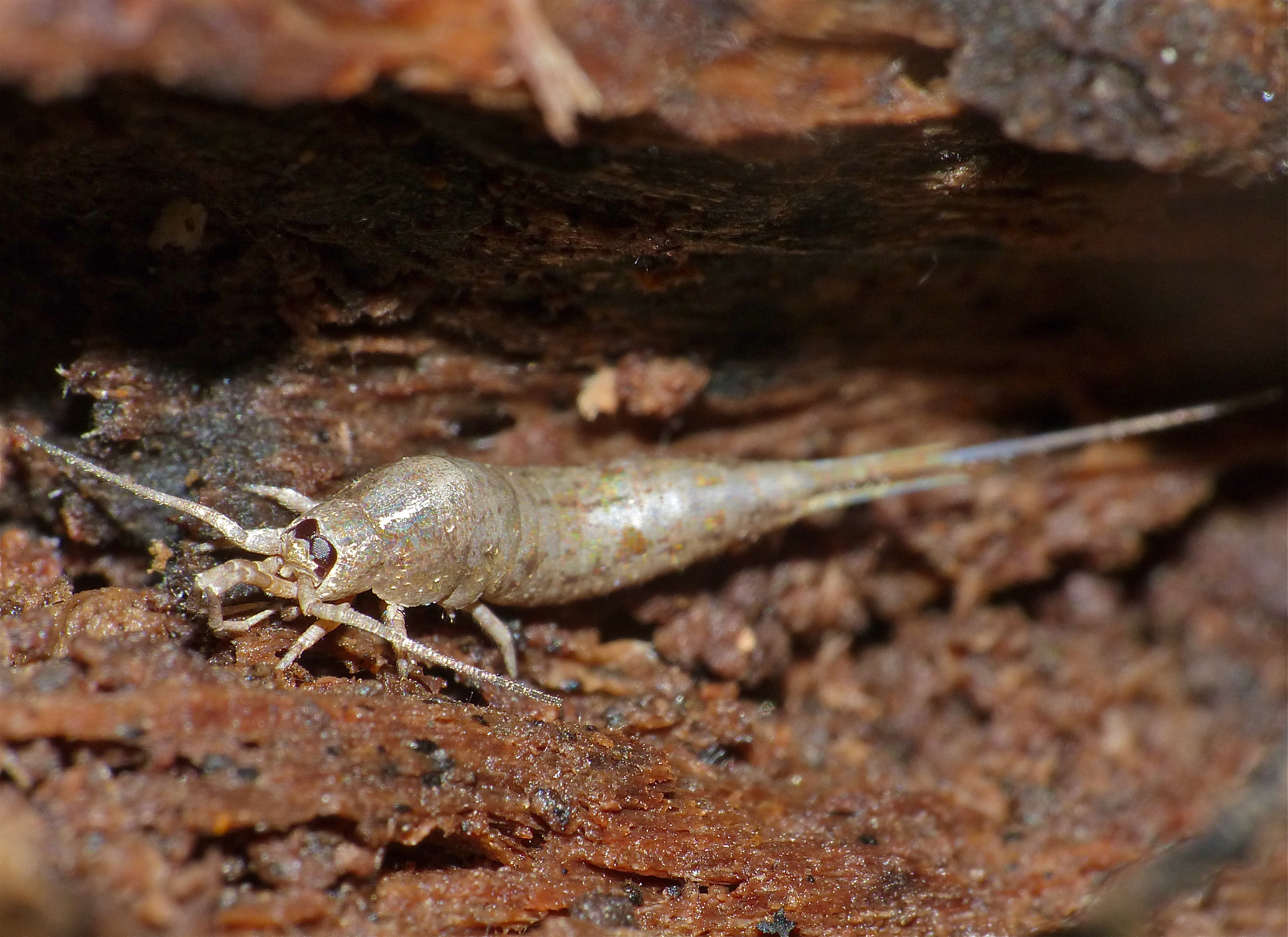
Alle soorten zijn bodembewoners. Afgebeeld is Dilta hibernica, die ook voorkomt in Nederland.

De mannetjes vertonen, in vergelijking met andere kleine insecten, een complexe balts om een vrouwtje te imponeren. Hierbij worden de antennes en de palpen gebruikt om een vrouwtje het hof te maken. Uiteindelijk spint hij een zijdedraad waaraan enkele spermadruppels hangen. Deze zijn niet omgeven door een vliesje zoals bij de zilvervisjes het geval is die ook een dergelijk voortplantingsgedrag kennen. De rotsspringers uit de familie Meinertellidae deponeren en druppel sperma op een zelf gesponnen zijden uitsteeksel op de bodem en leiden het vrouwtje naar het sperma zodat het wordt opgenomen in de geslachtsopening. Mannetjes van soorten uit het geslacht Petrobius kennen een directere manier van zaadoverdracht; zij brengen het sperma direct aan op de legbuis van het vrouwtje waarna zij de eieren afzet.
De vrouwtjes bezitten geen spermatheca, dit is een orgaan om sperma op te slaan, en moeten dus iedere keer als de eieren worden afgezet opnieuw bevrucht worden. Van een aantal soorten is parthenogese aangetoond, waarbij de vrouwtjes zich maagdelijk voortplanten. Hierdoor zijn geen mannetjes nodig om de eieren te bevruchten. Meestal komen er alleen vrouwelijke exemplaren uit de eieren maar binnen sommige kolonies lijken plots mannetjes voor te komen. Het mechanisme hierachter wordt nog onderzocht. Het feit dat het sperma zich enige tijd buiten het lichaam van zowel het mannetje als het vrouwtje bevindt en niet wordt overgedragen door een penis-achtig overdrachtsorgaan toont de primitiviteit van deze dieren.
Na de paring zetten de vrouwtjes ongeveer dertig eieren individueel of in groepjes af in spleten in de grond en tussen stenen. Alle soorten zijn eierleggend, er zijn geen eierlevendbarende soorten bekend. De eieren zijn rond van vorm en zijn ongeveer 0,7 tot 1,3 millimeter in doorsnede. Er is geen enkele vorm van broedzorg bekend. De jonge dieren lijken al op de adulten maar zijn kleiner, ze hebben bij hun geboorte uitsteeksels aan de monddelen die ze waarschijnlijk helpen bij het openmaken van het ei. Na de derde vervelling worden de schubben gevormd. De nimfen doorlopen minstens acht vervellingen voordat ze volwassen worden wat ongeveer twee jaar duurt.
Rotsspringers blijven hun gehele leven vervellen, in tegenstelling tot de meeste insecten die niet meer vervellen als ze het adulte stadium bereiken. Tijdens de vervelling lijmen de dieren zich vast aan de ondergrond en gebruiken hiervoor meestal hun eigen uitwerpselen. Als de dieren tijdens de vervelling losraken van de ondergrond mislukt de vervelling en sterven de dieren meestal. Na iedere vervelling kunnen de dieren paren. Ze kunnen maximaal vier jaar oud worden, wat behoorlijk op leeftijd is voor dergelijke kleine insecten.

### Voedsel
Rotsspringers zijn voornamelijk herbivoor en ook wel fungivoor en detrivoor, ze leven vooral van algen, mossen en korstmossen die ze met de monddelen van de ondergrond schrapen. Van een aantal soorten is bekend dat ze schimmels, rottend fruit, en dood plantaardig materiaal eten evenals dood dierlijk materiaal. Het zijn belangrijke opruimers van organisch afval en voorkomen dat mossen en algen ongebreideld kunnen woekeren. Er zijn geen soorten bekend die bekend staan als plaaginsect, rotsspringers komen niet voor in huizen en richten geen directe of indirecte schade aan bij de mens.

## Verspreiding en habitat
Rotsspringers die tot de familie Machilidae behoren komen wereldwijd voor behalve op Antarctica, maar manifesteren zich voornamelijk op het noordelijk halfrond terwijl de soorten uit de familie Meinertellidae veelal leven op het zuidelijk halfrond in Zuid-Amerika, zuidelijk Afrika, de Caraïben, Australië en Oceanië. In Australië komen vijftien soorten voor.
Rotsspringers kunnen worden aangetroffen van zeeniveau tot een hoogte van ongeveer 5000 meter boven zeeniveau in de Himalaya. Een voorbeeld zijn soorten uit het geslacht Allopsontus.
Veel soorten in België en Nederland komen voor in steenhopen, vaak in de nabijheid van water omdat de dieren snel uitdrogen. In Nederland worden de dieren voornamelijk gevonden op dijken die bestaan uit stenen, steenhopen bij steenfabrieken en grotten.

### Soorten in België en Nederland
In België en Nederland komen de volgende soorten voor, met de auteur, de zeldzaamheid en het verspreidingsgebied.
| Naam                                           | Auteur           | Verspreidingsgebied |
| ---------------------------------------------- | ---------------- | --- |
| Dilta hibernica                                | Carpenter, 1907  | Algemeen in Nederland, komt voor in delen van Europa. |
| Y-maskerrotsspringer (Lepismachilis y-signata) | Kratochvil, 1945 | Alleen in de Grebbeberg en in Zuid-Limburg, komt voor in delen van Europa.                                                                                                  |
| Machilis germanica                             | Janetschek, 1953 | Zeer zeldzaam in Nederland, in 2021 ook gevonden in België. Komt alleen voor in westelijk Europa.                                                                           |
| Strandgast (Petrobius brevistylis)             | Carpenter, 1913  | De meest algemene soort, voornamelijk langs de kust te vinden maar ook langs dijken van grote rivieren. In grote delen van Europa en Azië, geïntroduceerd in Noord-Amerika. |
| Trigoniophthalmus alternatus                   | Silvestri, 1904  | Vrij algemeen in Nederland, komt verder voor in grote delen van Europa tot in Azië.                                                                                         |